# クィントゥス・カエキリウス・メテッルス・ネポス (紀元前57年の執政官)
クィントゥス・カエキリウス・メテッルス・ネポス（ラテン語: Quintus Caecilius Metellus Nepos、紀元前100年ごろ - 紀元前55年ごろ）は紀元前1世紀初期・中期の共和政ローマの政治家・軍人。紀元前57年に執政官（コンスル）を務めた。

## 出自
メテッルス・ネポスはプレブス（平民）であるカエキリウス氏族の出身である。後に作られた伝説では、火の神ウゥルカーヌスの息子でプラエネステ（現在のパレストリーナ）の建設者であるカエクルス（en）の子孫とする。またアイネイアースと共にイタリアに来たカエクスの子孫とする別説もある。カエキリウス氏族は、紀元前3世紀の初めに元老院階級となった。紀元前284年には、ルキウス・カエキリウス・メテッルス・デンテルが、氏族最初の執政官となっている。カエキリウス・メテッルス家は氏族の中でも特に栄えた。
古代の著者は、ネポスおよび同じクィントゥスというプラエノーメン（第一名、個人名）を持つクィントゥス・カエキリウス・メテッルス・ケレル（紀元前60年執政官）の母は、不道徳な行動で知られているリキニアという女性としている。彼らの父の世代にも、紀元前90年ごろに護民官を務めたクィントゥス・カエキリウス・メテッルス・ケレルと、紀元前98年の執政官クィントゥス・カエキリウス・メテッルス・ネポスがいるので、親族関係を特定するのが難しい。長年、歴史学者はケレルとネポスは実の兄弟で父は執政官ネポスであり、ケレルは養子に出されたと考えていた。しかし、T. ワイズマンが1971年に発表した論文で、その逆であることを証明した。即ち。兄弟の父親は護民官ケレルであり、ネポスが養子に出た。
リキニアは夫の死後、クィントゥス・ムキウス・スカエウォラ・ポンティフェクスと再婚した。この結婚で生まれたケレルの半妹がムキア・テルティアで、ポンペイウスの3番めの妻となって、グナエウス・ポンペイウス・ミノル、セクストゥス・ポンペイウス、ポンペイア・マグナ（ファウストゥス・コルネリウス・スッラの妻）の3人の子供を産んだ。

## 経歴

### 早期の経歴
執政官就任年とコルネリウス法(Lex Cornelia de magistratibus)の年齢要求事項から、歴史学者はメテッルス・ネポスの生誕年を紀元前100年ごろと推定している。ネポスの養父（または父）である紀元前98年の執政官ネポスは、臨終の際にガイウス・スクリボニウス・クリオに復習するよう遺言したという。クリオは紀元前98年か紀元前97年にネポスを告訴していたが、罪状が何であったのか、また裁判がどのように終わったのかは知られていない。
現存する資料にメテッルス・ネポスが最初に登場するのは紀元前80年、スッラが永久独裁官を務めていたときであった。ネポスは兄のケレルと共に、シキリア属州総督時代の権力乱用で、マルクス・アエミリウス・レピドゥスを告訴している。兄弟はローマの若いノビレス（新貴族）にありがちな、大衆の注目を集めたいという動機を持っていたが、歴史学者には彼らの背後には、レピドゥスが自分の権力を脅かすことを恐れていたスッラがいたと考えるものもいる。このときポンペイウスはレピドゥスの側についた。兄弟は大衆がレピドゥスを支持しているのを見て、ポンペイウスとの関係を口実に告訴を取り下げた。このとき半妹のムキア・テルティアが既にポンペイウスの妻であったためだ。
おそらくネポスは、紀元前77年にプブリウス・ガビニウスに対して訴訟を起こし、紀元前70年にはガイウス・ウェッレスに対して訴訟を起こしたと思われる（ウェッレス告訴に関しては、背後にはローマの商人層がおり、アカエア属州でのウェッレスの権力乱用に不満を持っていた）。紀元前67年、ポンペイウスが地中海の海賊討伐を開始したとき、ネポスは彼の義弟のレガトゥス（副司令官）として、小アジアとフェニキアの東方沖で活動した。その後、第三次ミトリダテス戦争やその他のオリエント征服作戦において、ポンペイウスの指揮下で参加した。

### 護民官
紀元前63年の夏、ネポスはローマに戻り、護民官に立候補した。実質的にはポンペイウスの代理人であった。ポンペイウスはオリエントで彼が出した命令の承認と退役軍人への土地分配を行うために、高位政務官に彼の絶対的な支持者を必要としていた。ネポスは選挙に勝利した。しかし同僚護民官の一人にマルクス・ポルキウス・カト・ウティケンシスがおり、カトはネポスに対抗するために特別に出馬していた。
護民官就任早々、ネポスと紀元前63年の執政官キケロが対立した。1月1日は新しい執政官の就任日であるが、この日に前年の執政官が最終演説を行うことが慣例となっていが。キケロも最後の演説を行う予定で、その内容はルキウス・セルギウス・カティリナの陰謀の共謀者達を処刑したことに関するものであったが、ネポスは護民官特権である拒否権を行使して、前日この演説を禁止したのである。キケロによれば、これは「執政官であり祖国の守護者である私に対し、最も不誠実な市民が大したことがな役職に就いていたとしても、受けることがないような侮辱」であった。キケロは相互の友人を通じてネポスと交渉をしようとしたが、ネポスは拒否した。これを受けて元老院と民会の双方で激しい議論が展開された。ネポスは敵対的な態度を示し、キケロは彼の法案に反対した。これに関して兄のメテッルス・ケレルはキケロに非難の書簡を出し、対してキケロは自分を守っただけで、ケレルとの友情は不変であり、一度も損なわれたことなどないことや、それがあればネポスへの憎しみはすぐに消えるなどと書いた長々とした返信をしている。
ネポスは、東方で戦っているポンペイウスを軍と共にイタリアに緊急召集し、当時エトルリアに軍を集めていたカティリナを討伐する権限を与えることを提案した。プルタルコスは、ネポスは義弟に絶対権力を与えたかったと主張している。ネポスの提案はは、当時プラエトル（法務官）であったカエサルが支持し、元老院を重視するカト・ウティケンシスは反対した。民会での投票日には、衝突が生じ、ネポスは剣闘士、奴隷、「外国の傭兵」をフォルムに引き連れて来た。彼が法案を発表しようとしたとき、カトは彼の手から巻物を奪い取り、もう一人の護民官であるクイントゥス・ミヌキウス・テルムスがネポスの口を塞いだ。結果、暴動が起こり、会議は解散した。その後、元老院は非常事態を宣言した。ネポスは罷免され、「カトの暴政とポンペイウスに対する陰謀から逃れる」ため、東方へと向かった。

### さらなる出世と死去
短期間の後、ネポスはポンペイウスと共にイタリアに戻って来た。しかし、ポンペイウスはムキア・テルティアと離婚した。このためネポスは兄ケレル同様、ポンペイウスの政敵となった。紀元前60年、ネポスは法務官に就任する。このときにイタリアの港における関税の廃止を達成している。紀元前59年、兄ケレルが急死する。このためネポスはアウグル（鳥占い官）の一員となる権利を得たが、4月には割り当てられた属州に赴任しなければならなかった。しかし、現存する資料には、この結果は書かれていない。他の誰かがアウグルに就任したのかもしれないし、あるいはネポスがアウグルに就任して属州へは赴任しなかったのかもしれない。
紀元前57年、ネポスはその政治歴の頂点である執政官に就任した。同僚はパトリキ（貴族）のプブリウス・コルネリウス・レントゥルス・スピンテルであった。このときローマでは、追放されていたキケロの処置が大きな議題となっていた。キケロはカティリナの共謀者を民会での正式な裁判無しに処刑していたが、これを紀元前59年に護民官プブリウス・クロディウス・プルケルが告訴し、キケロ追放が決議された（Lex Clodia de exilio Ciceronis）。しかしこの頃になると、追放解除を求める声が上がっていた。キケロは親友であるスピンテルに期待していたが、一方でネポスが過去の恨みから反対することを恐れていた。しかし予想に反して、ネポスは執政官就任当日に、スピンテルと共にキケロの帰還を支持する発言をした。と同時に、親戚であるクロディウスを支持していた。護民官ティトゥス・アンニウス・ミロがクロディウスを告訴しようとしたが、ネポスはこれを許さなかった。またアエディリス（按察官）に立候補したクロディウスを支援した。8月になるとキケロ帰還支持の優勢が明らかになり、ネポスも正式にキケロの帰還を認めた。
ヒスパニア・キテリオルがネポスの管轄属州となった。12月に開催された元老院会議にネポスは参加しておらず、執政官任期完了前に属州に赴任したのかもしれない。現地ではウァッカエイ族が反乱を起こしていた。当初ネポスは勝利を得ることが出来たが、手持ちの軍勢の数が足りず、反乱軍がクルニアを占領することを阻止できなかった。
紀元前55年、ネポスはローマに戻り、その後まもなく死去した。子供はいなかったため、ガイウス・カッリナスを遺産相続人とした。

## 人物
プルタルコスはネポスを「不屈で大胆」な人物と呼んでいる。キケロは『ブルトゥス』の中で、ネポスについて言及しており、演説の才能があって訓練も受けており、「訴訟には関わらなかったが、民会での演説の仕方を心得ていた」と書いている。
キケロに宛てたネポスからの書簡で、紀元前56年後半の日付のものが1通残っている

とんでもない人物が、公共の場での演説で頻繁に私を侮辱していましたが、あなたのご厚意で軽減されました。そのような性格の人物ですので、重視はしていませんし、私は軽蔑の目で見ています。 私はあなたを従兄弟のように考えており、あなたを尊重する人との交流に非常に満足しています。私は彼の命を二度も救っていますが、それでも私は彼のことを思い出したくもないです。私のことであなたに迷惑をかけないように、私の属州の会計について何をして欲しいかを、ロリアスに手紙で伝えました。彼は州の管理のために必要な措置をあなたに知らせてくれるだろうと思っていたのです。できれば、以前と同じように私への愛情を保ってください。
キケロ『友人宛書簡集』、V, 3.

ネポスには家族はいなかった。ネポスは有名な悲劇俳優のパンフィラスと親しかったとの記録がある。

## 参考資料

### 古代の資料
- ルキウス・アンナエウス・フロルス『700年全戦役略記』
- アッピアノス『ローマ史』
- クィントゥス・アスコニウス・ペディアヌス『キケロ演説に対する注釈書』
- ウァレリウス・マクシムス『有名言行録』
- カッシウス・ディオ『ローマ史』
- ガイウス・プリニウス・セクンドゥス『博物誌』
- プルタルコス『対比列伝』
- ガイウス・サッルスティウス・クリスプス『歴史』
- ガイウス・サッルスティウス・クリスプス『カティリーナの陰謀』
- ガイウス・サッルスティウス・クリスプス『ユグルタ戦記』
- ガイウス・スエトニウス・トランクィッルス『皇帝伝』
- ストラボン『地理誌』
- マルクス・トゥッリウス・キケロ『ブルトゥス』
- マルクス・トゥッリウス・キケロ『アッティクス宛書簡集』
- マルクス・トゥッリウス・キケロ『友人宛書簡集』
- マルクス・トゥッリウス・キケロ『ムレナ弁護』
- フラウィウス・ヨセフス『ユダヤ戦記』
- フラウィウス・ヨセフス『ユダヤ古代誌』

### 研究書
- Gorbulich I. Dynastic marriage as a political tool in the career of Pompey the Great // Mnemon. - 2006. - No. 5 . - S. 287-298 .
- Grimal P. Cicero. - M .: Molodaya gvardiya, 1991 .-- 544 p. - ISBN 5-235-01060-4 .
- Egorov A. Julius Caesar. Political biography. - SPb. : Nestor-History, 2014 .-- 548 p. - ISBN 978-5-4469-0389-4 .
- Utchenko S. Ancient Rome. Events. People. Ideas. - M .: Mysl, 1969 .-- 323 p.
- Utchenko S. Julius Caesar. - M .: Mysl, 1976 .-- 365 p.
- Tsirkin Yu. Lepidus Uprising // Antique World and Archeology. - 2009. - No. 13 . - S. 225-241 .
- Broughton R. Magistrates of the Roman Republic. - New York, 1952. - Vol. II. - P. 558.
- Münzer F. Caecilius 85 // Paulys Realencyclopädie der classischen Altertumswissenschaft . - Stuttg.  : JB Metzler, 1897. - Bd. III, 1. - Kol. 1208.
- Münzer F. Caecilius 86 // Paulys Realencyclopädie der classischen Altertumswissenschaft . - Stuttg.  : JB Metzler, 1897. - Bd. III, 1. - Kol. 1208-1210.
- Münzer F. Caecilius 96 // Paulys Realencyclopädie der classischen Altertumswissenschaft . - Stuttg.  : JB Metzler, 1897. - Bd. III, 1. - Kol. 1216-1218.
- Münzer F. Caecilius 95 // Paulys Realencyclopädie der classischen Altertumswissenschaft . - Stuttg.  : JB Metzler, 1897. - Bd. III, 1. - Kol. 1216.
- Shackleton Bailey D. Adoptive Nomenclature in the Late Roman Republic  // Idem. Two Studies in Roman Nomenclature. - 1976. - No. 13 . - S. 81-134 .
- Sumner G. Orators in Cicero's Brutus: prosopography and chronology. - Toronto: University of Toronto Press, 1973 .-- 197 p. - ISBN 9780802052810 .
- Van Ooteghem J. Les Caecilii Metelli de la république. - Bruxelles: Palais des Académies, 1967 .-- 349 p. - ISBN 5-86465-208-3 .
- Wiseman T. Celer and Nepos // Classical Quarterly. - 1971. - S. 180-182 .
- Wiseman T. Legendary Genealogies in Late-Republican Rome // G&R. - 1974. - No. 2 . - S. 153-164 .
- Thommen L. Das Volkstribunat der späten römischen Republik. - Historia Einzelschriften. - Stuttgart: Franz Steiner Verlag, 1989. - P. 287. - ISBN 978-3515051873 .